# 德伦施泰因富特
德伦施泰因富特（德語：Drensteinfurt，發音：[dʁɛnˈʃtaɪnfʊʁt] ⓘ）是德国北莱茵-威斯特法伦州明斯特行政区瓦伦多夫县的城市，面积106.6平方千米，2023年12月31日人口为15,865人。